# 薛祥煦
薛祥煦（1935年—），女，贵州贵阳人，中国地质古生物学家，西北大学教授，全国三八红旗手。薛祥煦曾負責中國北方第四紀哺乳動物以及大荔人人頭骨化石研究。